# Йеррес, Карл
Карл Генрих Кристоф Йеррес (нем. Carl Heinrich Christoph Jörres; 10 января 1870, Бремен — 21 октября 1947, там же) — немецкий художник.

## Биография
Карл Генрих Кристоф Йеррес, сын шорника, родился 10 января 1870 года в немецком городе Бремене. Йоррес сначала работал в магазине своего отца, однако тяга к живописи пересилила, и он порвал с семейным бизнесом. В 1905—1906 годах он учился у немецкого художника Фрица Овербек в Ворпсведе. В зимние месяцы с 1904 по 1905 год и с 1908 по 1909 учился живописи в частной школе искусств Морица Хеймана в Мюнхене. В 1907 году в Мюнхене посещал впечатлившую его выставку импрессионистов.
С 1904 года Йеррес жил в Шваневеде и в Ворпсведе, с 1909 года — в районе Лиленталер Оберенде. Во время Первой мировой войны служил солдатом. В 1922 году преподавал в Университете искусств Бремена. Примерно в это же время у него была свой художественная студия в Лилиентале. С 1927 года содержал новую студию о в монастырской церкви Лилиентальер. Его работы также были проданы на Великой выставке искусств в Ворпсведе и в Графическом кабинете на Бетчерштрассе Бремена.
В 1927 году Карл Йеррес женился на художнике Хенни Штольце (1899—1948), которая писала портреты, натюрморты и пейзажи. У них родилась дочь, которую родители назвали Фелицией (1931—2006).
С 1933 года Йеррес регулярно ездил летом на побережье Северного моря на острове Лангеог. Там он писал на пленере. Свои работы художник выставлял в 1935 году в Бремерхафене, в 1936 году — в Бремене.
Йеррес был масоном, членом Ассоциации северо-западных немецких художников, экономической ассоциации Worpswede и Рейхской ассоциации художников Германии. Скончался 21 октября 1947 года в Бремене.

## Работы
Карл Йеррес рисовал в основном картины природы: сельские, морские пейзажи, букеты цветов, портреты. Некоторые из его картин в годы Второй мировой войны были конфискованы нацистами и пропали без вести.
Работы художника хранятся в Бременской картинной галерее (Выпас овец и купающиеся дети, 1923), в Художественном музее Бремерхафена (Сельский сад, 1925), в Провинциальном музее Ганновер (Детский сад, 1927), в посольстве Германии в Вашингтоне (Бременская стена, 1926).

## Основные работы
К числe наиболее значительных работ художника относятся:
- Белые рододендроны. Масло на картоне, 1905.
- Выпас овец и купающиеся дети, 1923, Бремен.
- Бременская стена 1926, Вашингтон.
- Сад летом. Холст, масло. 1927 г.
- Детский сад, 1927, Ганновер.
- Летний сад с домом. Холст, масло, около 1932 г.
- Прогулка по парку Бюргер. Масло на картоне, около 1930 г.
- Автопортрет. Холст, масло, около 1930 г.
- Коровы на освещенных солнцем пастбищах. Холст, масло.